# Bobby Timmons
Robert Henry "Bobby" Timmons (Filadélfia, Pensilvânia, 19 de dezembro de 1935 – Nova Iorque, 1 de março de 1974) foi um músico de jazz, pianista e compositor norte-americano, conhecido principalmente por ter feito parte como membro do quinteto Jazz Messengers de Art Blakey (1919–1990)  em dois períodos (julho de 1958 até setembro de 1959; fevereiro de 1960 até junho de  1961), entre os quais fez parte da banda de Cannonball Adderley. Muitas composições de Timmons escritas enquanto fazia parte destas bandas – incluindo "Moanin'", "Dat Dere" e "This Here" – tiveram sucesso comercial o que trouxe a Timmons mais atenção. No começo e na metade dos anos 1960 ele liderou uma série de trio de pianos que saíram em turnê e gravaram extensivamente.
Timmons foi fortemente associado com o estilo soul jazz, que ele ajudou a iniciar; esta ligação entre escrever e tocar, além do vício em álcool e drogas, levaram ao declínio de sua carreira. Timmons morreu aos 38 anos de  cirrose. Alguns críticos comentam que sua contribuição ao jazz permanece subvalorizada.

## Discografia

### Como líder/co-líder
| Ano da gravação | Título                             | Gravadora   | Notas |
| --------------- | ---------------------------------- | ----------- | --- |
| 1957            | Jenkins, Jordan and Timmons        | New Jazz    | Quinteto, com John Jenkins (sax alto), Clifford Jordan (sax tenor), Wilbur Ware (baixo), Dannie Richmond (bateria) |
| 1960            | This Here Is Bobby Timmons         | Riverside   | Trio, com Sam Jones (baixo), Jimmy Cobb (bateria) |
| 1960            | Soul Time                          | Riverside   | Quarteto, com Blue Mitchell (trompete), Sam Jones (baixo), Art Blakey (bateria) |
| 1960            | Easy Does It                       | Riverside   | Trio, com Sam Jones (baixo), Jimmy Cobb (bateria) |
| 1961            | In Person                          | Riverside   | Trio, com Ron Carter (baixo), Albert Heath (bateria); em concerto |
| 1962            | Sweet and Soulful Sounds           | Riverside   | Trio, comw Sam Jones (baixo), Roy McCurdy (bateria) |
| 1963            | Born to Be Blue!                   | Riverside   | Trio, com Ron Carter e Sam Jones (baixo; separadamente), Connie Kay (bateria) |
| 1964            | Live at the Connecticut Jazz Party | Chiaroscuro | Quarteto, com Sonny Red (sax alto), Sam Jones (baixo), Mickey Roker (bateria); em concerto |
| 1964            | From the Bottom                    | Riverside   | Timmons toca vibes em duas faixas, orgão em uma. Trio, com Sam Jones (baixo), Jimmy Cobb (bateria); lançado em 1970 |
| 1964            | Little Barefoot Soul               | Prestige    | Trio, com Sam Jones (baixo), Ray Lucas (bateria) |
| 1964            | Holiday Soul                       | Prestige    | Trio, com Butch Warren (baixo), Walter Perkins (bateria) |
| 1964            | Chun-King                          | Prestige    | Trio, com Keter Betts (baixo), Albert Heath (bateria) |
| 1964            | Workin' Out!                       | Prestige    | Quarteto, com Johnny Lytle (vibes), Keter Betts (baixo), William Hinnant (bateria); uma faixa é em trio, com Sam Jones (baixo), Ray Lucas (bateria) |
| 1965            | Chicken & Dumplin's                | Prestige    | Timmons toca vibes em duas faixas. Trio, com Mickey Bass (baixo), Billy Saunders (bateria) |
| 1966            | The Soul Man!                      | Prestige    | Quarteto, com Wayne Shorter (sax tenor), Ron Carter (baixo), Jimmy Cobb (bateria) |
| 1966            | Soul Food                          | Prestige    | Trio, com Mickey Bass (baixo), Billy Higgins (bateria) |
| 1967            | Got to Get It!                     | Milestone   | Noneto, com Joe Farrell e James Moody (flauta, sax tenor), Hubert Laws (flauta), George Barrow (sax barítono), Jimmy Owens (trompete, flugelhorn), Eric Gale e Howard Collins (guitarra; separadamente), Ron Carter (baixo), Billy Higgins e Jimmy Cobb (bateria; separadamente); quatro faixas são em quarteto, com Joe Beck (guitarra), Carter, Cobb. |
| 1968            | Do You Know the Way?               | Milestone   | Quarteto, com Joe Beck (guitarra), Bob Cranshaw (baixo elétrico), Jack DeJohnette (bateria); 3 faixas são em trio, sem Beck. |

### Participações
| Ano da gravação | Líder                    | Título                                                                      | Gravadora               |
| --------------- | ------------------------ | --------------------------------------------------------------------------- | ----------------------- |
| 1958            | Pepper Adams             | 10 to 4 at the 5 Spot                                                       | Riverside               |
| 1959            | Cannonball Adderley      | The Cannonball Adderley Quintet in San Francisco                            | Riverside               |
| 1960            | Cannonball Adderley      | Them Dirty Blues                                                            | Riverside               |
| 1960            | Nat Adderley             | Work Song                                                                   | Riverside               |
| 1960            | Joe Alexander            | Blue Jubilee                                                                | Jazzland                |
| 1956            | Chet Baker               | Chet Baker Quintette                                                        | Crown                   |
| 1956            | Chet Baker               | Chet Baker & Crew                                                           | Pacific                 |
| 1956            | Chet Baker               | Chet Baker Big Band                                                         | Pacific                 |
| 1958            | Art Blakey               | Moanin'                                                                     | Blue Note               |
| 1958            | Art Blakey               | Drums Around the Corner                                                     | Blue Note               |
| 1958            | Art Blakey               | 1958 - Paris Olympia                                                        | Fontana                 |
| 1958            | Art Blakey               | Des femmes disparaissent (Trilha-sonora)                                    | Fontana                 |
| 1958            | Art Blakey               | Au Club St. Germain, Vol. 1                                                 | RCA                     |
| 1958            | Art Blakey               | Au Club St. Germain, Vol. 2                                                 | RCA                     |
| 1958            | Art Blakey               | Au Club St. Germain, Vol. 3                                                 | RCA                     |
| 1959            | Art Blakey               | At the Jazz Corner of the World, Vol. 1                                     | Blue Note               |
| 1959            | Art Blakey               | At the Jazz Corner of the World, Vol. 2                                     | Blue Note               |
| 1959            | Art Blakey               | Les liaisons dangereuses 1960 (Trilha-sonora)                               | Fontana                 |
| 1960            | Art Blakey               | The Big Beat                                                                | Blue Note               |
| 1960            | Art Blakey               | Like Someone in Love                                                        | Blue Note               |
| 1960            | Art Blakey               | A Night in Tunisia                                                          | Blue Note               |
| 1960            | Art Blakey               | Meet You at the Jazz Corner of the World, Vol. 1                            | Blue Note               |
| 1960            | Art Blakey               | Meet You at the Jazz Corner of the World, Vol. 2                            | Blue Note               |
| 1961            | Art Blakey               | Tokyo 1961                                                                  | Somethin' Else          |
| 1961            | Art Blakey               | Pisces                                                                      | Blue Note               |
| 1961            | Art Blakey               | The Witch Doctor                                                            | Blue Note               |
| 1961            | Art Blakey               | The Freedom Rider                                                           | Blue Note               |
| 1961            | Art Blakey               | Roots & Herbs                                                               | Blue Note               |
| 1961            | Art Blakey               | Art Blakey!!!!! Jazz Messengers!!!!!                                        | Impulse!                |
| 1958            | Kenny Burrell            | Blue Lights, Vol. 1                                                         | Blue Note               |
| 1958            | Kenny Burrell            | Blue Lights, Vol. 2                                                         | Blue Note               |
| 1959            | Kenny Burrell            | On View at the Five Spot Cafe                                               | Blue Note               |
| 1960            | Arnett Cobb              | More Party Time                                                             | Prestige                |
| 1960            | Arnett Cobb              | Movin' Right Along                                                          | Prestige                |
| 1956            | Kenny Dorham             | 'Round About Midnight at the Cafe Bohemia                                   | Blue Note               |
| 1956            | Kenny Dorham             | 'Round About Midnight at the Cafe Bohemia, Vol. 2                           | Blue Note               |
| 1956            | Kenny Dorham             | 'Round About Midnight at the Cafe Bohemia, Vol. 3                           | Blue Note               |
| 1962            | Kenny Dorham             | Matador                                                                     | United Artists          |
| 1959            | Art Farmer               | Brass Shout                                                                 | United Artists          |
| 1957            | Maynard Ferguson         | Boy with Lots of Brass                                                      | EmArcy                  |
| 1957            | Curtis Fuller            | The Opener                                                                  | Blue Note               |
| 1958            | Benny Golson             | Benny Golson and the Philadelphians                                         | Blue Note               |
| 1969            | Dexter Gordon            | L.T.D.: Live at the Left Bank                                               | Prestige                |
| 1969            | Dexter Gordon            | XXL                                                                         | Prestige                |
| 1960            | Johnny Griffin           | The Big Soul-Band                                                           | Riverside               |
| 1960            | Sam Jones                | The Soul Society                                                            | Riverside               |
| 1960s           | Gloria Lynne             | Live at Leo's Casino                                                        | Collectables            |
| 1962            | Johnny Lytle             | Nice and Easy                                                               | Jazzland                |
| 1957            | Hank Mobley              | Hank                                                                        | Blue Note               |
| 1957            | Lee Morgan               | The Cooker                                                                  | Blue Note               |
| 1960            | Lee Morgan               | Lee-Way                                                                     | Blue Note               |
| 1956            | Anthony Ortega           | Jazz for Young Moderns (relançado com duas faixas de 1955 como Earth Dance) | Bethlehem (Fresh Sound) |
| 1960            | Dizzy Reece              | Comin' On!                                                                  | Blue Note               |
| 1961            | The Riverside Jazz Stars | A Jazz Version of Kean                                                      | Riverside               |
| 1957            | Sonny Stitt              | Personal Appearance                                                         | Verve                   |
| 1960            | The Young Lions          | The Young Lions                                                             | Vee-Jay                 |

Fontes: